# Сопотска чесма
Сопотска чесма се налази у градском парку, у самом центру Сопота. Тачна година изградње није позната, али се зна да се крајем 19. века већ налазила на садашњем месту.

## Историја
"Само место се зове по једној озиданој чесми. Вода овог извора толико је јака да од исте тече речица. Вода је чиста, здрава и лепа, нарочито лети је пити на великим врућинама као лек." Ове речи написао је 1891. године срески начелник Димитрије Жујовић као прилог молби да се Сопот прогласи варошицом.
Тачна година градње ове чесме се не зна. Помиње се први пут, како је забележио, Милоје М. Радојевић, године 1864. када је општина ропочевачка намеравала да прави школу у месту званом Сопот, код чесме. Реч Сопот озбачава јаку воду, јак извор. Овим именом, давно пре формирања насеља, назван је крај у чијем средишту је био извор, данашња чесма. Захваљујући чесми, ту око ње, настаје насеље и развија се ослањајући се на ту воду. Организује се пијаца и поставља кантар за мерење стоке, а за појење се постављају два већа корита. Воду користе механџије, мештани, пијачари и пролазници. Сва дешавања места у настанку одигравају се око чесме.

## Обнова чесме
Први пут чесма се обнавља 1911-1912. године. Археолог и професор Београдског универзитета Милоје Васић, који је у то време истраживао римско насеље Градиште у Стојнику и Ђура Прокић, народни посланик и виђени грађанин Сопота, обновили су чесму. На горњи део чесме уграђена је римска камена плоча са три уклесана лика, пронађена у стојничком Градишту. Каснијих година вршене су мање поправке али данашњи изглед ипак потиче из тог времена.